# Neothailandina
Neothailandina es un género de foraminífero bentónico de la subfamilia Thailandininae, de la familia Neoschwagerinidae, de la superfamilia Fusulinoidea, del suborden Fusulinina y del orden Fusulinida. Su especie tipo es Neothailandina pitakpaivani. Su rango cronoestratigráfico abarca desde el Kubergandiense (Pérmico medio) hasta el Murgabiense (Pérmico superior).

## Discusión
Clasificaciones más recientes incluyen Neothailandina en la superfamilia Neoschwagerinoidea, y en la subclase Fusulinana de la clase Fusulinata.

## Clasificación
Neothailandina incluye a las siguientes especies:
- Neothailandina komalarjuni †
- Neothailandina pitakpaivani †